# Shorttrack (schaatsen)
Shorttrack is een vorm van hardrijden op de schaats op een 111,12 meter lang ovaal dat uitgezet wordt op een ijshockeybaan of baan voor kunstrijden. In tegenstelling tot het langebaanschaatsen is de absolute tijd van een rijder slechts beperkt van belang. Vier tot zes rijders starten tegelijk en de rijder die als eerste finisht wordt als winnaar aangewezen. Naast techniek en conditie hebben shorttrackers ook behendigheid, tactiek en acceleratievermogen nodig. De afstanden die verreden worden zijn de 500 (4½ ronde), 1000 (9 ronden) en 1500 meter (13½ ronde). Shorttrack staat bekend om spectaculaire inhaalacties, waarbij binnendoor en buitenom ingehaald wordt, vaak met de hand aan het ijs in de bochten.

## Geschiedenis
Rond 1890 ontstond het shorttrack in Groot-Brittannië uit het in die tijd erg populaire rolschaatsen. De sport werd in 1967 door de Internationale Schaatsunie (ISU) erkend. In Solihull vonden de eerste internationale kampioenschappen in 1978 plaats. Deze wedstrijden kregen in 1981, het jaar van het eerste officiële wereldkampioenschap in Meudon-la-Forêt, ook de titel wereldkampioenschap. Tijdens de Olympische Winterspelen van Calgary (1988) stond de sport als demonstratiesport op het programma. Vier jaar later, in 1992, besloot het Internationaal Olympisch Comité (IOC) om shorttrack op te nemen in de lijst van Olympische disciplines.
In de periode van 1991 tot en met 2011 is door de ISU jaarlijks een wereldkampioenschap voor landenteams georganiseerd en in 1994 vonden voor de eerste keer de wereldkampioenschappen shorttrack voor junioren plaats. Drie jaar later, in 1997, werd de officiële wereldbekercyclus geïntroduceerd en in datzelfde jaar vond het eerste Europees kampioenschap plaats.

## Reglementen

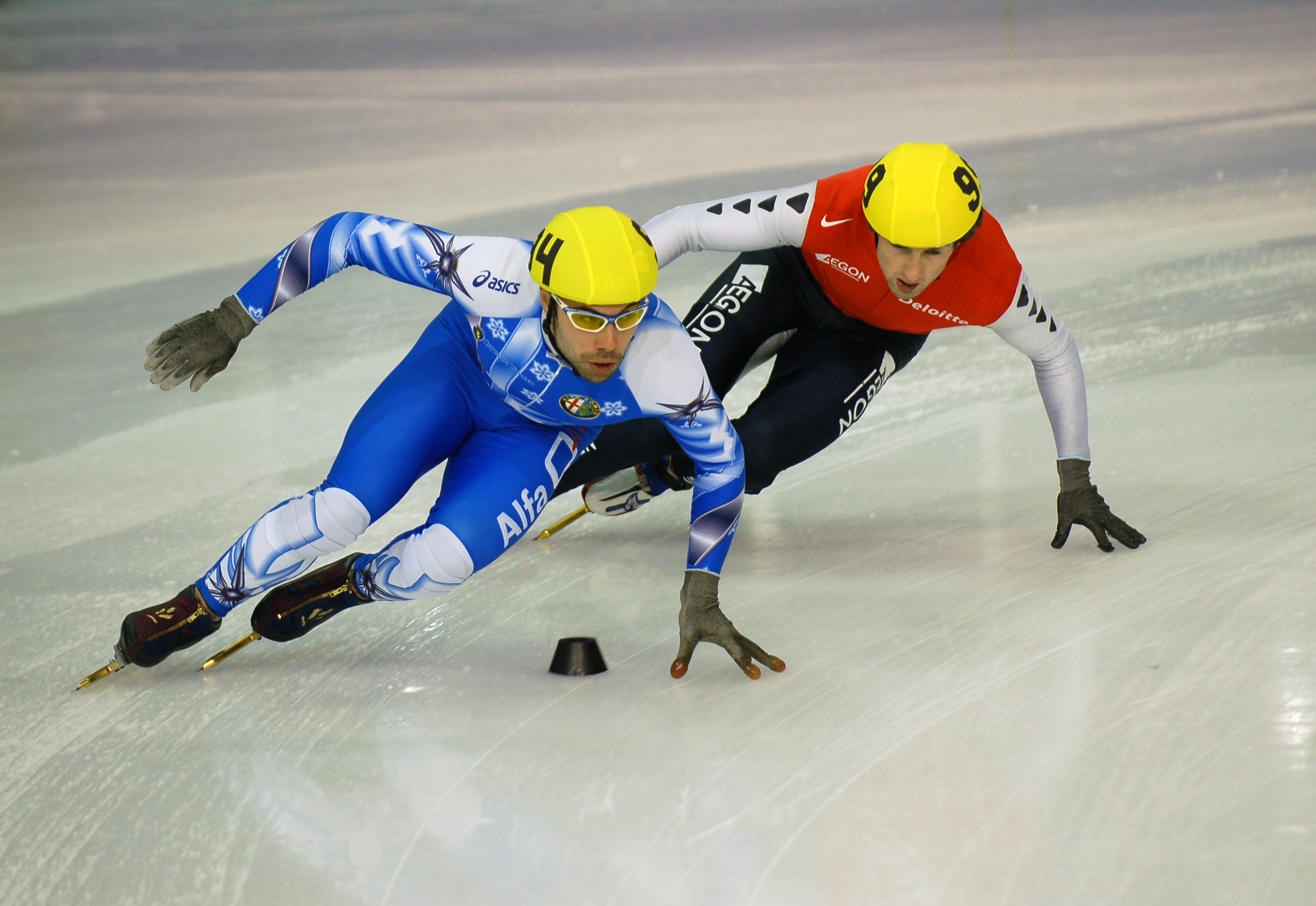
Fabio Carta en Niels Kerstholt

Bij het shorttrack zijn er andere regels dan bij het langebaanschaatsen, omdat er met meerdere rijders tegelijk in de baan wordt gereden. Deze internationaal geldende regels zijn opgesteld door de Internationale Schaatsunie (ISU). Inhalen is toegestaan, binnendoor én buitenom. De verantwoordelijkheid voor botsingen ligt, mits de andere schaatser zich aan de reglementen houdt, bij de rijder die inhaalt. Schaatsers die een ronde achter komen te liggen mogen hun race vervolgen aan de buitenkant van de baan, zonder de rest van de rijders in de weg te rijden. Wordt hij of zij wederom ingehaald, dan moet de race worden verlaten als er geen rijders meer op een overbrugbare afstand rijden.
Tijdens wedstrijden wordt door een aantal juryleden (1 hoofdscheidsrechter die wordt geassisteerd door 2 assistent-scheidsrechters en een video-scheidsrechter of 4 assistent-scheidsrechters) op en rond de baan gelet op een correct verloop van een race.
De onderstaande overtredingen zijn gedefinieerd:
- Impeding: het opzettelijk blokkeren of hinderen van andere rijders met het lichaam, om zo te bewerkstelligen dat tegenstanders niet kunnen passeren of gedwongen zijn hun snelheid te verlagen.
- Crosstrack: afwijken van de lijn die men volgt om zo het pad van een andere rijder te kruisen om zo te zorgen dat deze zijn snelheid moet verlagen - is vervallen
- Off-track: (een gedeelte van) de baan afsnijden met één of beide schaatsen, waardoor de gereden afstand korter wordt.
- Kicking out: het doelbewust optillen van de schaats, op een zodanige manier dat een gevaarlijke situatie ontstaat. Bij de finish komt dit veel voor doordat rijders hun been uitsteken om als eerste over de finishlijn te glijden.
- Assistance: het op een zodanige manier geven of ontvangen van hulp tijdens de race, zodat rijders daar voordeel van ondervinden (geldt niet bij aflossingsraces)
- Team skating: acties uitvoeren die voordeel opleveren voor andere rijders - is vervallen en valt nu onder assistance.

Bovenstaande overtredingen worden bestraft met een penalty. Ook het twee maal veroorzaken van een valse start leidt tot een penalty. Verder is het niet toegestaan om beschermende kleding als helm of nekbeschermer los te maken of te verwijderen.
Rijders met een penalty worden automatisch laatste in de rituitslag.
Ze mogen bij een wedstrijd volgens het "all-final"-systeem (zie wedstrijdverloop) nog wel starten in een eventuele volgende ronde, maar worden naar de lagere helft van het kwalificatieschema geplaatst. Rijders die nadeel ondervinden van acties van andere rijders kunnen door de scheidsrechter alsnog toegevoegd worden aan de volgende ronde.

### Relay

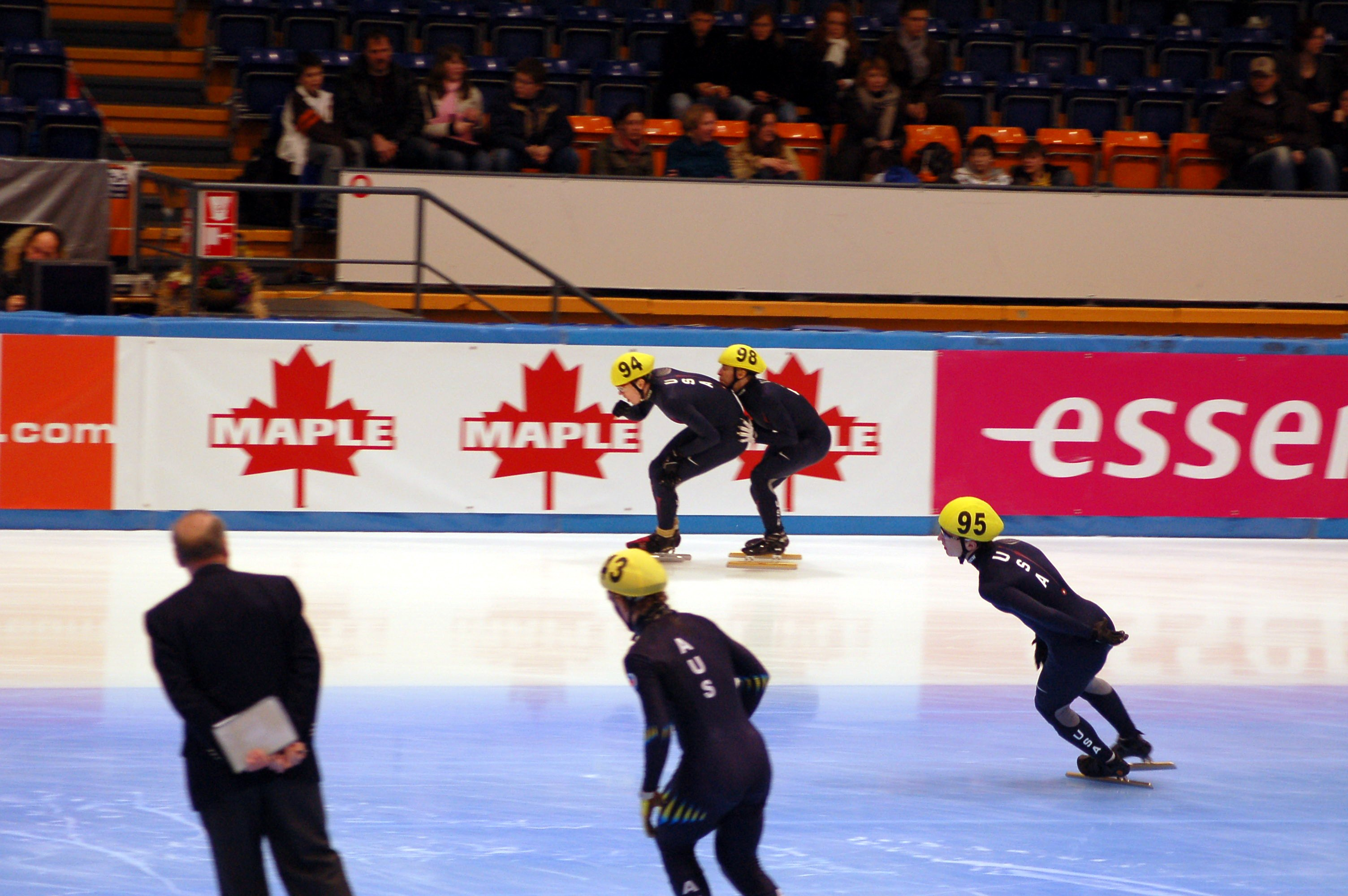
Aflossing tussen Ryan Bedford (94) en Jordan Malone (98) tijdens de wereldbekerwedstrijd in Heerenveen

Een ander wedstrijdonderdeel bij het shorttrack is de relay (aflossing). Hierbij rijden teams van drie of vier rijders tegen elkaar. Van elk team rijdt telkens één rijder een aantal ronden in de baan. Vervolgens komt de volgende rijder aan het einde van de bocht de baan in, waarna er afgewisseld wordt met een duw. Zo wisselen de rijders elkaar af, tot twee ronden voor het einde. De rijder die dan in de baan komt, rijdt vervolgens de race uit. Diskwalificatie volgt als er niet zichtbaar gewisseld wordt of als er afgewisseld wordt in de laatste twee ronden.

### Leeftijdscategorieën
Internationaal worden rijders ingedeeld in de onderstaande categorieën op basis van leeftijd. In Nederland wordt in plaats van junior D, E en F de categorie pupil 1, 2 en 3 gehanteerd. Als peildatum geldt 1 juli direct voorafgaand aan het betreffende seizoen.
- Junior F: < 9 jaar (ook wel pupil 3)
- Junior E: 9 - 10 jaar (ook wel pupil 2)
- Junior D: 11 - 12 jaar (ook wel pupil 1)
- Junior C: 13 - 14 jaar
- Junior B: 15 - 16 jaar
- Junior A: 17 - 18 jaar
- Neo-senioren: 19 - 20 jaar
- Senioren: 21 - 39 jaar
- Veteranen: > 39 jaar

## Wedstrijdverloop

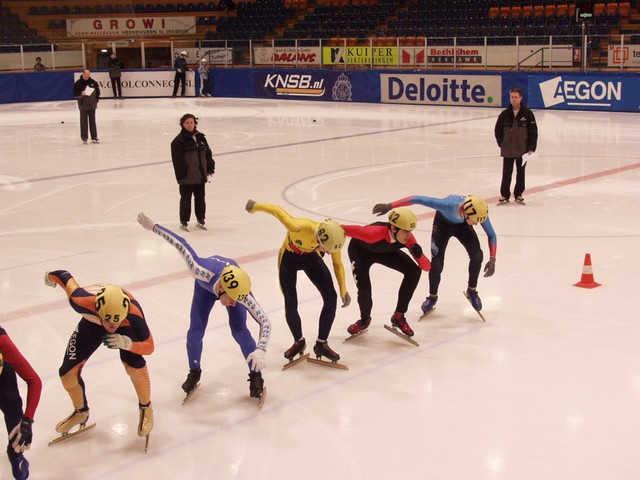
Shorttrackers aan de startlijn

Elke shorttrackwedstrijd is opgedeeld in diverse rondes, te beginnen met de heats (voorrondes). Hierbij zijn de rijders door loting ingedeeld in een aantal ritten. Afhankelijk van het aantal deelnemers worden tijdens een wedstrijd vier tot zes heats verreden. Bij een uitzonderlijk groot deelnemersveld worden voor de heats nog voorrondes (preliminaries) gereden. De rijders stappen vanuit de heatbox het ijs op om aan hun race te beginnen.
Een shorttrackwedstrijd wordt in principe volgens het zogenaamde "knock-outsysteem" gereden. Dit geldt in ieder geval voor wereldbekerwedstrijden en (inter)-nationale kampioenschappen. Hierbij kwalificeren zich alleen de nummers 1 en 2 van een race (op de 1500 meter de nummers 1, 2 en 3) voor de volgende ronde.
De meeste wedstrijden (competitie en internationale toernooien) worden volgens het "all-final"-systeem gereden. Dat betekent dat elke rijder zich kwalificeert voor de volgende ronde en daarmee uiteindelijk elke rijder op zijn niveau een finale rijdt. De eerste twee rijders van een race plaatsen zich, ongeacht hun tijd, voor de bovenste helft van het kwalificatieschema van de volgende ronde (groep 1), soms aangevuld met een aantal tijdsnelste derden. De overige rijders gaan door naar de onderste helft (groep 2).
In de halve finales gaan de eerste twee rijders van de ritten in groep één door naar de A-finale, de rest van de rijders rijden in de B-finale. In de A-finale kunnen rijders, afhankelijk van het aantal deelnemers, plaats 1 tot 4 op een afstand behalen. De B-finale is dan goed voor plaats 5 tot 8. Rijders uit groep 2 gaan op dezelfde manier door naar respectievelijk de C en D-finale.
| Heat | Halve finale groep 1 2 ritten | A-finale |
| Heat | Halve finale groep 1 2 ritten | A-finale |
| Heat | Halve finale groep 1 2 ritten | B-finale |
| Heat | Halve finale groep 2 2 ritten | C-finale |
| Heat | Halve finale groep 2 2 ritten | C-finale |
| Heat | Halve finale groep 2 2 ritten | D-finale |

### Klassement
Rijders die doordringen tot de finaleritten van een afstand verdienen daarmee finalepunten. De punten, die (een deel van) de rij van Fibonacci vormen, zijn 34, 21, 13, 8, 5, 3, 2 en 1, te beginnen bij de nummer 1. Gediskwalificeerde en niet gefinishte rijders krijgen geen punten. Zij worden als laatste gerangschikt, waarbij hun positie gelijk is aan het aantal deelnemers plus een. Bij een exact gelijke finish worden de finalepunten van beide te behalen plaatsen opgeteld en door twee gedeeld. Voorbeeld: Twee rijders finishen tegelijk als eerste. Zij behalen dan (34 + 21) / 2 = 27,5 punt. Was er 1 rijder als eerste over de streep gekomen, dan had hij 34 punten gekregen.
In klassementen staan de rijders die finalepunten hebben behaald van hoog naar laag bovenaan, gevolgd door de rijders die in de voorgaande rondes zijn uitgeschakeld, te beginnen met de halve finales, gevolgd door de kwartfinale, etc. Zij behalen puntenaantallen op basis van hun plaats in het afstandsklassement. Een elfde plaats levert ook elf punten op. De rijder met het hoogste aantal afstandspunten staat dus onderaan.
In Nederland wordt vanaf schaatsseizoen 2020/2021 een nieuwe puntentelling gehanteerd, dit is vooruitlopend op door de ISU aangekondigde aanpassingen. Op het NK Allround Shorttrack worden voortaan de punten 0, 2, 3, 4, 5, 6 en 7 toegekend in oplopende volgorde, te beginnen met de eerste plaats in de A-finale. De winnaar van het eindklassement is de rijder met het minste aantal punten na drie afstanden.

## Materiaal

### Baan

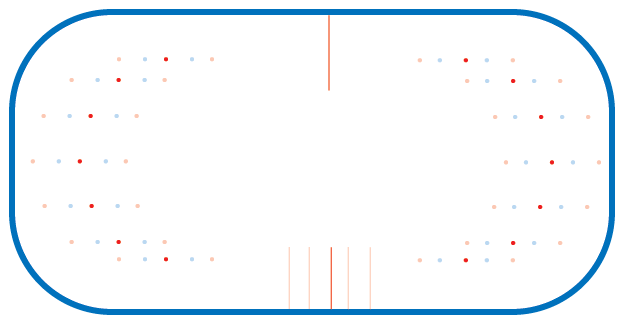
Een shorttrackbaan met in beide bochten de posities van de diverse bochten en de daarmee corresponderende startlijnen.

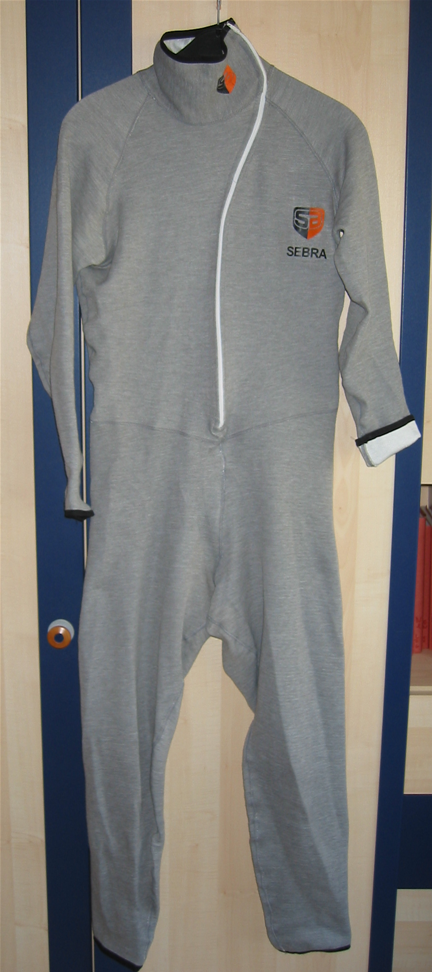
Een snijvrij pak, gemaakt van dyneema

Shorttrackwedstrijden worden verreden op een ijshockeybaan van 30 bij 60 meter of op een baan voor kunstrijden. Eén ronde heeft een lengte van 111,12 meter. De bochten worden gemarkeerd door zeven rubber blokken. Doordat schaatsers telkens over hetzelfde stuk ijs schaatsen ontstaan er, vooral dan in de bochten, groeven in het ijs. Om toch voor elke rit 'vers' ijs te hebben, worden beide bochten na elke rit één meter verder gelegd, zodat er weer goed ijs in de bocht komt te liggen. Soms wordt ook nog met gieters water op het ijs gebracht om zo de groeven weer op te vullen.

### Kleding
Omdat de risico's bij het shorttrack vele malen groter zijn dan bij het langebaanschaatsen, moeten rijders zich extra beschermen. Om hun hoofd te beschermen bij een val moeten shorttrackers verplicht een schaatshelm dragen. Tijdens wedstrijden krijgen alle rijders een helmcap met hun wedstrijdnummer. Als bescherming tegen snijwonden, van eigen of andere schaatsen, is tijdens ISU-evenementen, Olympische Spelen en internationale wedstrijden het dragen van snijbestendige kleding, (deels) gemaakt van dyneema of kevlar, verplicht. Het gebruik van kevlar is voordeliger, terwijl dyneema duurzamer is. De knieën worden nog extra beschermd met kniebeschermers. Shorttrackers dragen snijvaste handschoenen, waaraan ze zelf vaak nog gladde bolletjes op de vingertoppen van de linkerhand, die immers veel over het ijs glijden, toevoegen.

### Schaatsen

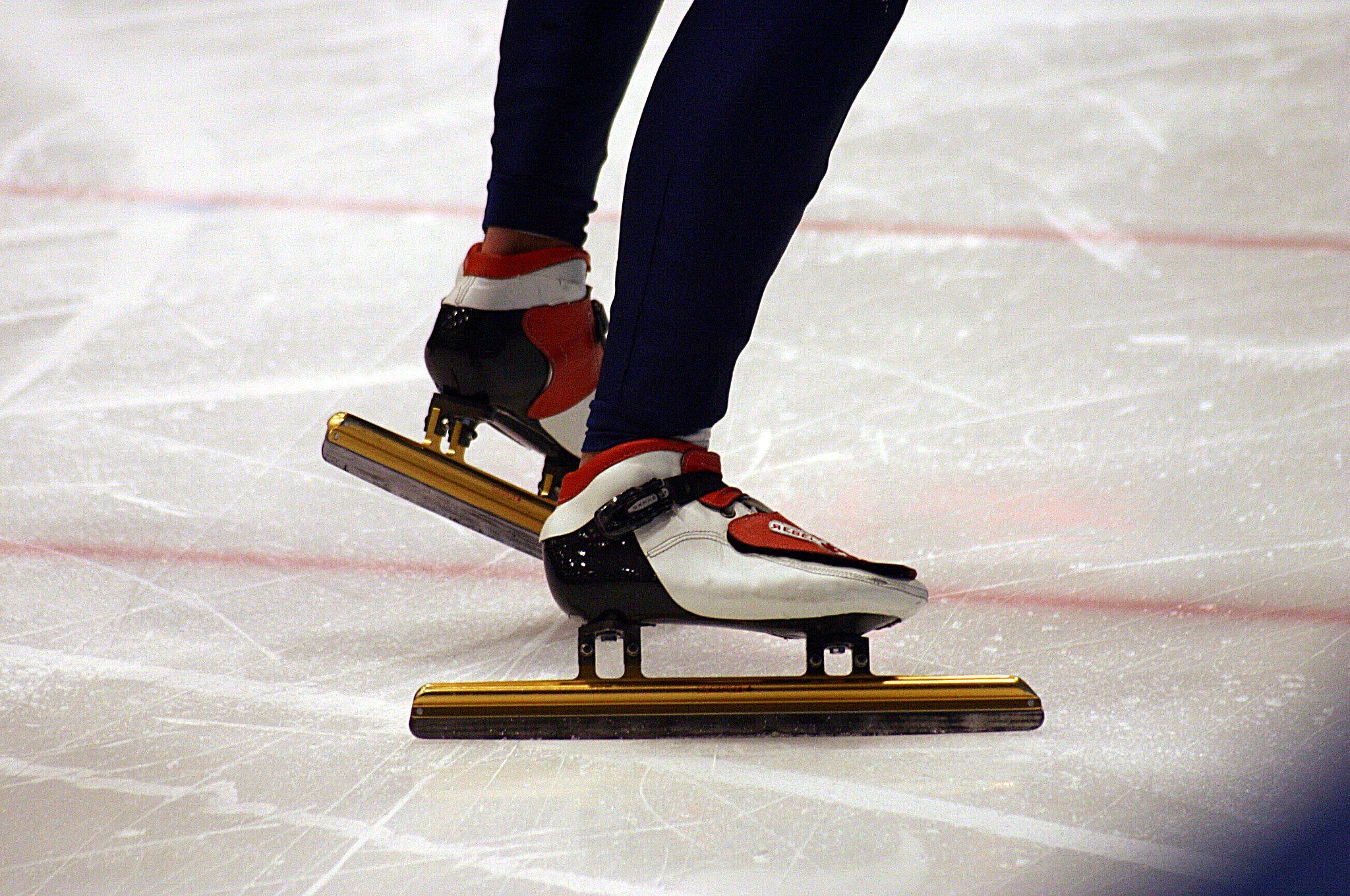
Shorttrackschaatsen

De bochten van een shorttrackbaan zijn veel scherper dan op een 400-meterbaan, waardoor het meer moeite kost om niet uit de bocht te vliegen. Om dit makkelijker te maken zijn de ijzers van shorttrackschaatsen schuin en uit het midden onder de schaats geplaatst. Daarnaast zijn de ijzers met speciale apparatuur licht gebogen ('kromming'), zodat rijders ook in de bocht voldoende grip hebben. Ook zijn de ijzers aan de onderkant ronder dan 'gewone' langebaanschaatsen. De schoenen zijn veel steviger, om zo meer steun te bieden in de bochten.

## Shorttrack in Nederland

### Chronologie

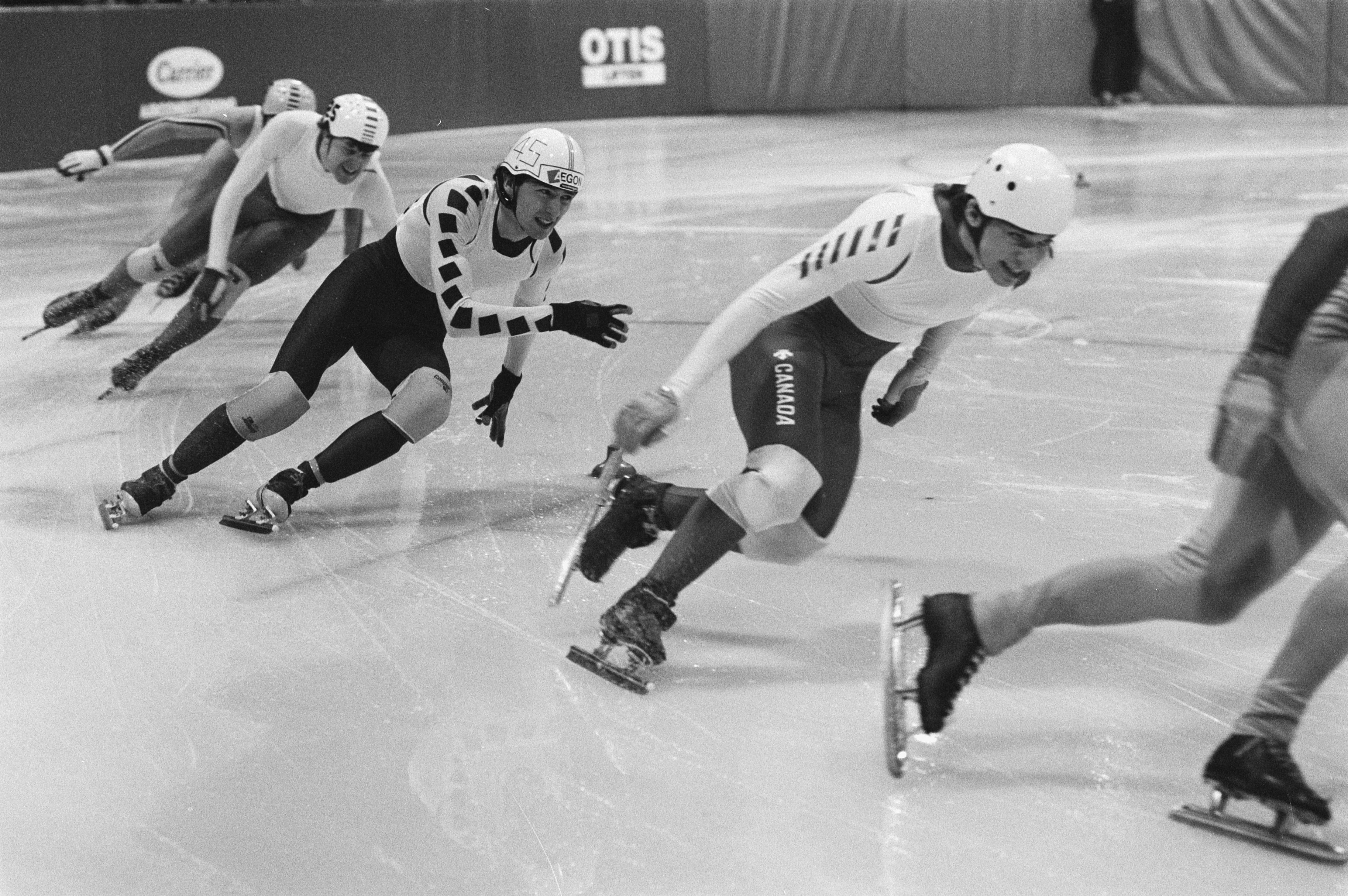
WK Shorttrack bij de Jaap Edenbaan in 1985

Tijdens de jaarvergadering van de KNSB in 1937 deed Wynout Hendrik Taconis het voorstel om op het kunstijs van de Amsterdamse zwembadstichting schaatswedstrijden te organiseren. Dit zou dus betekenen dat men op een ijshockeybaan zou gaan rijden en er werd een verbod uitgevaardigd dat wedstrijden op de binnenbaan verbood. Om te voorkomen dat er in trainingen toch stiekem wedstrijden gehouden zouden worden mochten er geen stopwatches gebruikt worden.
Een extra argument was het lidmaatschap van Taconis van de Nederlandse Vereniging ter Bevordering van het Hardrijden op de Schaats (NVBHS), een bond waarmee de KNSB in conflict was. Daarbij kwam ook nog eens dat men dacht dat hardrijden op een ijshockeybaan tot ernstige ongelukken zou leiden en de bochtentechniek nadelig zou beïnvloeden. Ondanks het verbod ging de NVBHS door met het organiseren van wedstrijden, vaak over 1500 meter.
Na de Tweede Wereldoorlog groeide het shorttrack in het buitenland sterk. Dit vooral in de Verenigde Staten, Canada, Japan, Italië, Frankrijk en het Verenigd Koninkrijk. Enkele individuele Nederlandse schaatsers gingen (niet in KNSB verband) in de jaren vijftig en zestig wel eens naar het buitenland voor een shorttrackwedstrijd, maar de schaatssport bleef in Nederland in die jaren nagenoeg onbekend.

#### Jaren 1970 tot circa 2000
De internationale Schaats Unie ISU verweet begin jaren zeventig de KNSB passiviteit. Het grootste schaatsland Nederland diende volgens de ISU ook Shorttrack Speedskating te beoefenen, anders kon dit consequenties krijgen voor het Nederlandse langebaanschaatsen, met hun vele internationale titel toernooien. 
De organisatorische Nederlandse shorttrack-opbouw binnen KNSB is gestart in het voorjaar van 1974. De KNSB ontving een uitnodiging van de Shorttrack vereniging BSC uit Brugge om deel te nemen aan hun internationale shorttrackwedstrijd. Deze uitnodiging werd door de KNSB doorgespeeld naar de HCA, Hardrijders Club Amsterdam. Via HCA formeerde KNSB een HCA-afvaardiging voor dit evenement. Op 6 en 7 april 1974 namen de HCA-leden Jaap Manshanden, Rolf Sibrandy, Rob Klaver, Trudy van Dannenburg en Tanja van de Molen als eerste Nederlanders binnen KNSB-verband deel aan deze internationale shorttrackwedstrijd. Op 5 en 6 april 1975 ging eenzelfde KNSB//HCA-afvaardiging weer naar deze internationale wedstrijd in Brugge met Jaap Manshanden als ploegleider.
Op zaterdag 18 januari 1975 werd op initiatief van KNSB in de Amsterdamse Edenhal een shorttrack-demonstratie door een groep Engelse en Schotse rijders in de pauze van de Nederlandse kampioenschappen kunstrijden verreden. Dit verliep niet geheel vlekkeloos. Onwetend wat de organisatie te wachten stond was niet aan de baanbeveiliging gedacht.
Op 20 en 21 maart 1976 nam de HCA Amsterdam voor de derde keer deel aan de internationale Shorttrack wedstrijd in Brugge. Deelnemers waren: Rolf Sibrandy, Jan van de Roemer, Jan Verduijn en Trudy van Dannenburg, als ploegleiders: Jaap Manshanden en Reinier Oostheim.
In de zomer van 1976 vond een evaluatiegesprek plaats binnen het bestuur van de KNSB over de opbouw en toekomst van het Nederlandse Shorttrack. In deze meeting stelden de pioniers Jaap Manshanden en Reinier Oostheim voor om in 1977 de Open Nederlandse kampioenschappen shorttrack in Amsterdam te organiseren. Tevens hun voorstel om landelijk een HCA Shorttrack demonstratie team te formeren. Op 6 oktober 1976 werd een voorlopige KNSB Shorttrack-commissie ad interim opgericht. De KNSB formeerde op 15 september 1977 een eerste landelijke Technische Commissie Shorttrack (LTC). Eerste leden waren: voorzitter Gys Broere, secretaris Reinier Oostheim, penningmeester Jaap Manshanden, en de leden Ger Boelsma Sr. en Ben Schuurman. Deze commissie werkte in de periode 1976 tot circa 1995 zelfstandig nationaal en internationaal aan de ontwikkeling van het Shorttrack schaatsen. Letty Corbijn van Willenswaard- Vossen was voor de LTC Shorttrack de contactpersoon met het dagelijks bestuur van de KNSB.
De eerste officiële KNSB shorttrackwedstrijd op Nederlandse bodem was een interland tussen Engeland, België, Frankrijk en Nederland. Deze interland vond plaats in Eindhoven op 22 februari 1976 met België als winnaar. Op 28 januari 1977 stelde Tom Menken op zijn eigen gebouwde Ton Menken ijsbaan in Leiden met succes ijsfaciliteiten ter beschikking voor het HCA demonstratief team. Kort daarna sponsorde Tom Menken ook een groep Leidse Shorttrackers onder de naam "Menken Shorttrack Team". In dit team onder andere de Leiden pioniers: Arie Ravensbergen, Cees Boer, Wim den Elsen en vele anderen. Dit team was een voorganger van de nog op te richten Shorttrack vereniging IHCL Leiden. Op 9 januari 1977 volgde een HCA Shorttrack demonstratie evenement tijdens de NK Langebaan-kampioenschappen in Assen. In dezelfde winter volgden nog HCA Shorttrack demonstraties in Den Haag en in Deventer.
De ontwikkelingen hierna gingen snel in Nederland. Op 6 en 7 maart 1977 vond in Amsterdam het eerste Open Nederlandse kampioenschappen shorttrack voor clubteams plaats. Met deelnemende Nederlandse teams van HCA/Amsterdam, Menken Shorttrack Team en de Lekstreek. Winnaar van dit ONK in 1977 werd Birmingham uit Engeland. Dit evenement was een groot succes en organisatorisch een sleutel om meer shorttrackbeoefenaars in Nederland te krijgen.
Internationaal gaf de lengte van een Shorttrack wedstrijdbaan een aanmerkelijk probleem. Van een standaard shorttrack-wedstrijdbaan was internationaal tot midden jaren zeventig geen sprake, wat een verdere erkenning van het internationale shorttrack in de weg stond. In Engeland gebruikte men een wedstrijdbaan van 100/105 meter. In de Verenigde Staten en Canada gebruikte men het zogenaamde "Diamond of Safety", een ruitvormige baan. De Australiërs kenden op hun beurt weer de "Double Radius Track".
Nederland ging bewust vanaf 1976 - 1977 schaatsen op een 125 meter wedstrijdbaan. Door deze keuze van de KNSB werd internationaal gekozen voor een internationale standaard wedstrijdbaan van 110 meter. Ook vond in deze periode een uitbreiding van de standaard internationale reglementen plaats. Hierna ging de verdere ontwikkeling van de internationale erkenning voor de Shorttrack schaatssport snel: 1e ISU Championship Shorttrack in Solihull in 1978, daarna de 1e ISU-wereldkampioenschappen shorttrack in Meudon in 1981 en een erkenning via de Olympische winterspelen. In 1978 wint het team van Indoor Hardrij Club Leiden (IHCL) de eerste nationale competitiewedstrijd. Menno Boelsma (DKIJV) behaalde in 1981 de eerste nationale titel en een vijfde plek op het wereldkampioenschap. Zeven jaar later werd Peter van der Velde (IHCL) wereldkampioen. In 1985 en 1990 werden de wereldkampioenschappen shorttrack gehouden in Amsterdam.
In 1986, 1987, 1989 en 1990 werd het Nederlands aflossingsteam 4 keer wereldkampioen. Bij de vrouwen behaalde Joëlle van Koetsveld van Ankeren in 1990 de eerste Nederlandse zilveren medaille bij een WK. Europese titels werden tot op dat moment niet behaald, Dave Versteeg en Cees Juffermans kwamen in respectievelijk 1998 en 2001 niet verder dan een tweede plaats, net als Ellen Wiegers in 1997 en 1998 (gedeeld met Anke Jannie Landman).

#### Jaren 2000-heden
De laatste jaren worden er binnen de KNSB meer middelen aangewend om het niveau van het shorttrack in Nederland te verbeteren. Het doel was het behalen van medailles en finaleplaatsen tijdens de Winterspelen in Vancouver, hetgeen niet werd gerealiseerd. Op 20 januari 2008 behaalde Niels Kerstholt, mede door zijn winst op de 1000 meter, de tweede plaats op het Europees kampioenschap. Voor Nederland was dit de eerste medaille in het eindklassement sinds de tweede plek van Cees Juffermans in 2001. Op de Olympische Winterspelen 2014 behaalde Sjinkie Knegt op de 1000 meter een bronzen medaille, de eerste Nederlandse medaille bij de shorttrack ooit. In 2015 werd Sjinkie Knegt Europees en wereldkampioen. Op de Olympische Winterspelen 2018 schreef Suzanne Schulting geschiedenis door als eerste Nederlandse een gouden medaille te winnen bij de shorttrack. Zij won goud op de 1000m. Daarnaast won Sjinkie Knegt zilver op de 1500m, Yara van Kerkhof won zilver op de 500m en wonnen de Nederlandse dames brons op de 3000m relay. Ze haalden weliswaar de finale niet, maar wonnen toch een bronzen medaille omdat ze de B-finale wonnen en in de A-finale China en Canada werden gediskwalificeerd.

### Nationale Trainingselectie
De top van het Nederlandse shorttrack is vertegenwoordigd in de Nationale trainingselectie shorttrack. Deze groep van achttien rijders en rijdsters traint permanent in Heerenveen onder leiding van bondscoach Niels Kerstholt. Uit deze selectie worden de rijders geselecteerd die Nederland vertegenwoordigen bij internationale wedstrijden, zoals de World Cups en Wereldkampioenschappen.
Dave Versteeg heeft de Opleidingsploeg en Jong Oranje onder zijn hoede.

### Wedstrijden
In Nederland zijn er twee wedstrijdcycli, de Regiocompetitie en de Nationale Competitie (met ingang van seizoen 07-08: KNSB-Cup). Jonge en beginnende rijders nemen deel aan de regionale wedstrijden, terwijl de ervaren rijders in de Nationale Competitie rijden. Jaarlijks wordt ook het Nederlands Kampioenschap verreden. Naast deze wedstrijden vinden binnen Nederland nog een aantal nationale en internationale toernooien plaats, waaronder het Autumn Toernament wat altijd in Groningen wordt gereden Open Nederlands Kampioenschap, de Friesland Cup en de Arie Ravensbergen Bokaal.

## Wedstrijden

### België
- Opening / Closing Games: jaarlijkse internationale seizoensopening en -afsluiting in Turnhout
- Paastoernooi: internationaal toernooi rond Pasen in Gent
- Speculaascup: jaarlijkse toernooi in Hasselt

### Nederland

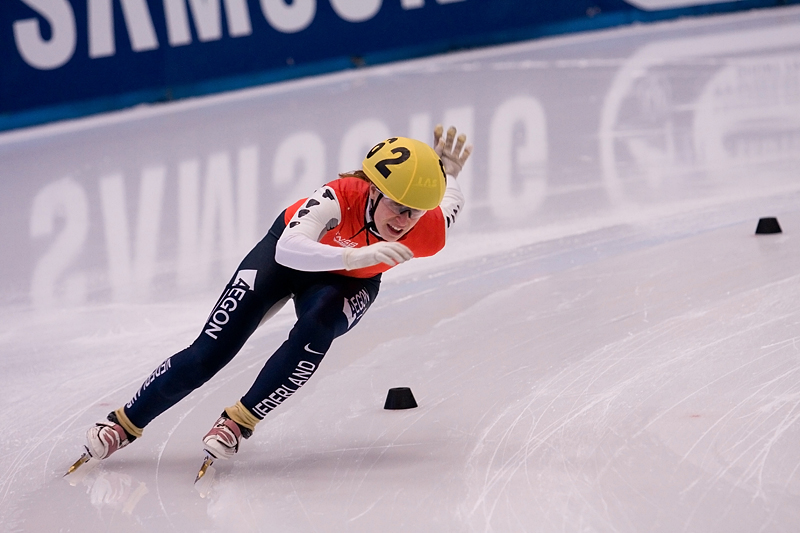
Maaike Vos

- Regiocompetitie: cyclus van meerdere wedstrijden, waaraan jonge en beginnende rijders deelnemen
- KNSB-Cup: competitie op diverse ijsbanen door het hele land, waaraan de gevorderde, snelle rijders meedoen
- Nederlands Kampioenschap: jaarlijkse tweedaagse wedstrijd waarin gestreden wordt om de Nederlandse titels in de diverse leeftijdscategorieën (vanaf junior C tot en met senior)
- Open Nederlands Kampioenschap: internationaal toernooi over twee dagen voor pupillen 1 en junioren met open inschrijving, zodat ook clubs uit het buitenland mee kunnen doen
- Herfsttoernooi Groningen: internationaal toernooi in Groningen tijdens de herfstvakantie
- Arie Ravensbergen Bokaal: toernooi in Leiden, speciaal voor pupillen
- Friesland Cup: toernooi in Leeuwarden waaraan ook veel buitenlandse shorttrackers meedoen
- International Invitation Cup: toernooi met Europese toprijders

### Internationaal
De volgende wedstrijden worden op internationaal niveau verreden:
- Regio Benelux-cup voor beginners en jeugd in Zuid-Nederland, België en Luxemburg
- Europees Kampioenschap: jaarlijkse wedstrijd waarin de Europese titels worden vergeven
- StarClass: Europese competitie voor senioren, waar rijders worden ingedeeld op basis van tijd
- Euro-Star: Europese competitie voor junioren, waar rijders worden ingedeeld op basis van leeftijd
- ISU World Cup Short Track: internationale wereldbekercyclus van zes wedstrijden
- Wereldkampioenschap (individueel)
- Wereldkampioenschap (teams)
- Olympische Winterspelen

## Trivia
- Na het conflict met de Koreaanse schaatsbond veranderde Ahn Hyun-soo zijn naam in Viktor An en kwam uit voor Rusland. In totaal behaalde Ahn acht olympische medailles, waarvan zes gouden en twee bronzen. Dit maakte hem een van de succesvolste (winter)sporters in de olympische geschiedenis.
- Tijdens de Winterspelen in Salt Lake City viel de overwinning van de Australiër Steven Bradbury op doordat hij als eerste over de finish kwam nadat de andere gedoodverfde favorieten ten val waren gekomen.